# كازوهيسا هاماأوكا
كازوهيسا هاماأوكا (باليابانية: 濱岡 和久) (28 فبراير 1981 في ناغاساكي في اليابان – )؛ هو لاعب كرة قدم ياباني سابق كان يلعب كلاعب وسط.

## وصلات خارجية
- كازوهيسا هاماأوكا على موقع رابطة كرة القدم اليابانية للمحترفين (اليابانية)